# Oiva Kallio
Oiva Sakari Kallio (né le 23 juillet 1884 à Nedervetil – décédé le 13 août 1964 à Helsinki) est un architecte finlandais.

## Carrière
Oiva Kallio reçoit son diplôme d’architecte de l’Institut Polytechnique en 1904, puis il fait des voyages d’études dans les autres Pays nordiques et en Europe centrale.
Avant de fonder son cabinet d’architectes en 1912, il a déjà conçu l’Église de Karkku dont la construction se termine en 1913.
Oiva Kallio a aussi collaboré avec son frère l’architecte Kauno Kallio. Ils participent ensemble à de nombreux concours d’architectes et ils conçoivent entre-autres une aile de la Centrale électrique d’Imatra.

## Ouvrages d'Oiva Kallio
- Église de Karkku, Vammala – 1913
- Bâtiment Durchman, Quartier de Pyynikinrinne, Tampere – 1915
- Hôtel de ville d'Oulu, travaux de transformation – 1920
- Bâtiment SOK, Helsinki – 1921 (avec son frère Kauno Kallio)
- Villa Oivala, Villinki, Helsinki – 1924
- Bâtiment de la compagnie d’assurance Pohja, Kaisaniemenkatu, Helsinki – 1929
- Bâtiment de la Caisse d’épargne de Finlande (Suomen Säästöpankki), Hämeenlinna – 1929
- Musée de l'ostrobothnie du nord, Oulu – 1931
- Plan d’aménagement de Töölö – 1927 (non réalisé)
- Église d'Äyräpää, Äyräpää (fi) – 1934 (détruite pendant la Guerre d’Hiver)
- Église d'Aurejärvi

## Galerie

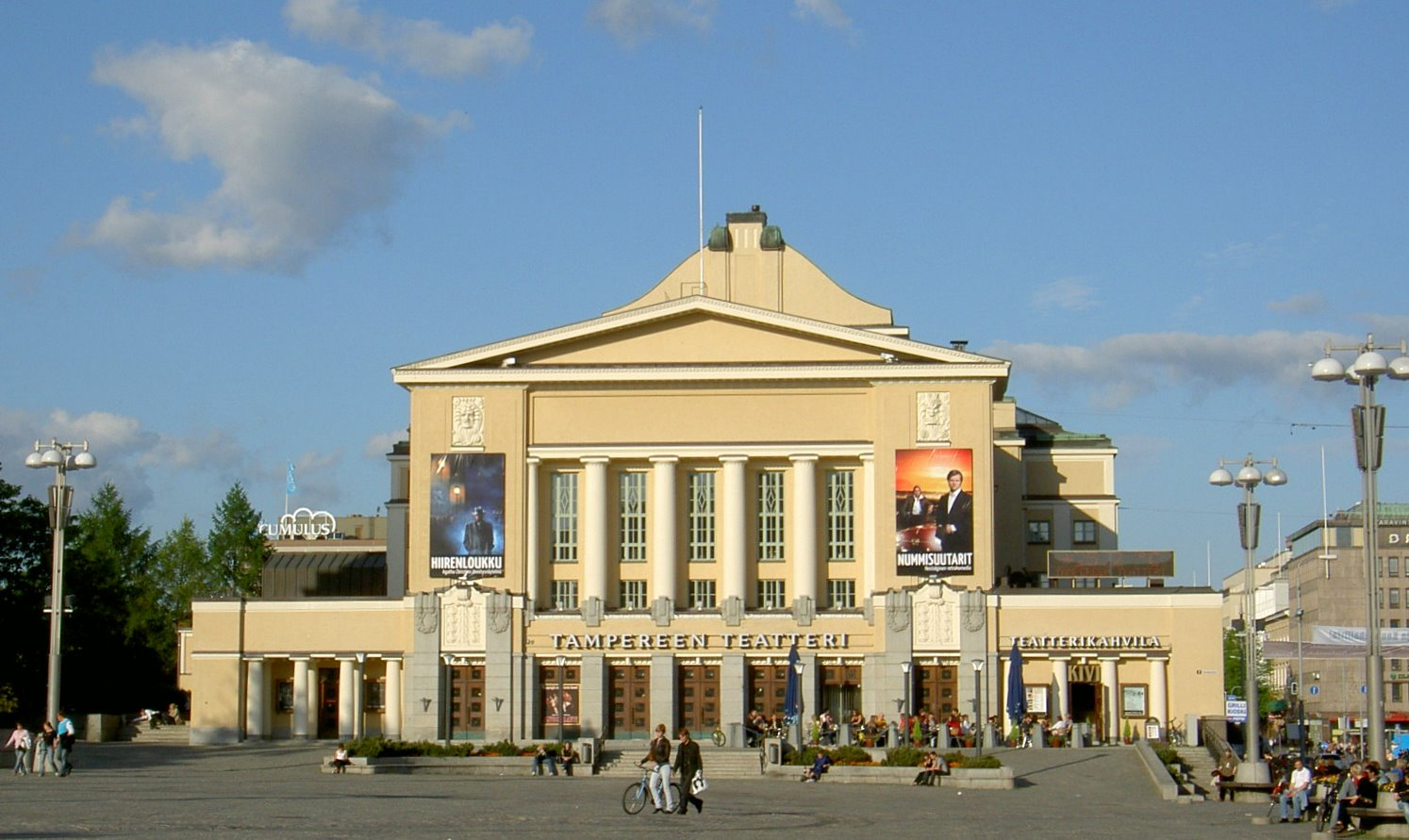
Le théâtre de Tampere.
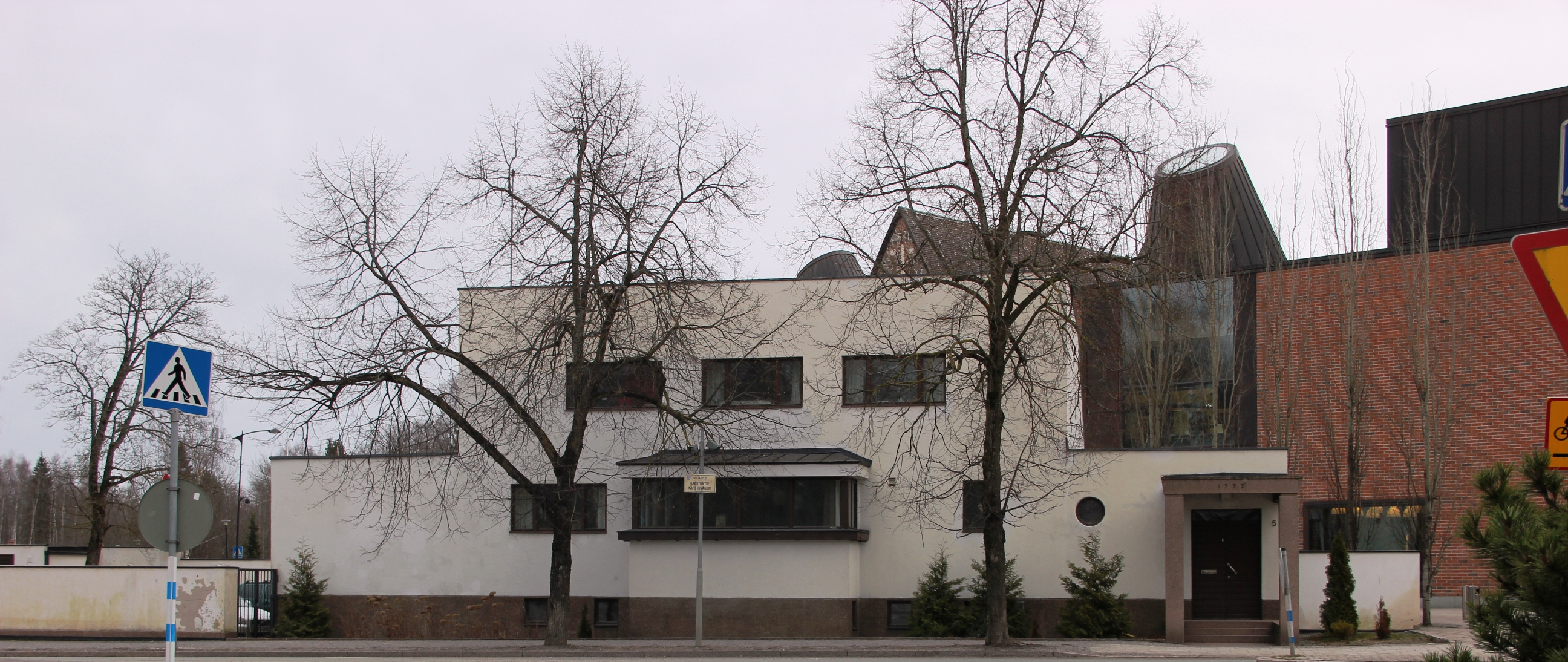
5, rue Karstuntie à Lohja.
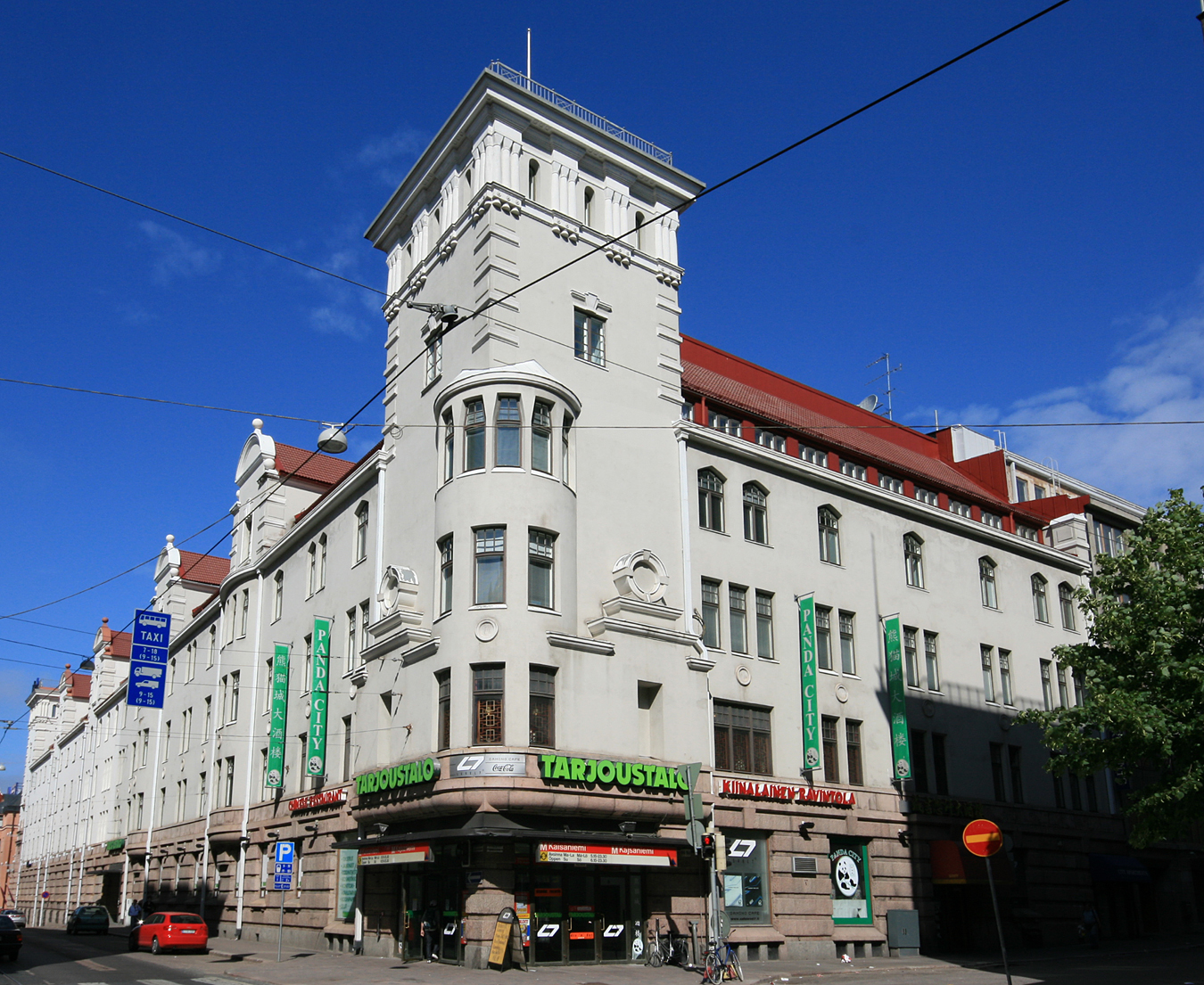
5, rue Vilhonkatu à Helsinki.
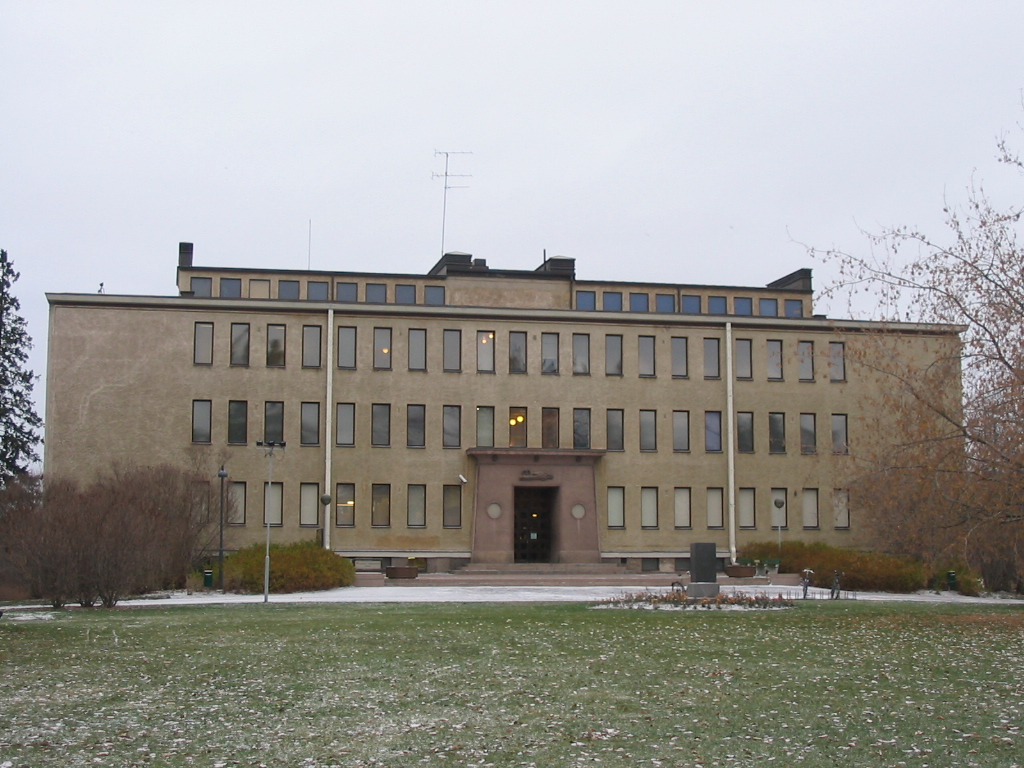
Musée de l'ostrobothnie du nord.